# Pavel Traubner
Pavel Traubner (2. května 1941, Ilava – 14. listopadu 2024 Bratislava) byl slovenský neurolog.
Byl ředitelem I. neurologické kliniky Fakultní nemocnice s poliklinikou v Bratislavě, učitelem u Lékařské fakulty Univerzity Komenského v Bratislavě a předsedou státního fondu Pro Slovensko.
Byl čestným předsedou Ústředního svazu židovských náboženských obcí v Slovenské Republice. V roce 2015 zastával post zástupce předsedy Výboru pro národnostní menšiny a etnické skupiny Rady vlády Slovenské republiky pro lidská práva, národnostní menšiny a rovnost pohlaví.
V roce 2020 ho obvinilo několik pacientek ze sexuálního obtěžování kterého se měl dopustit v ordinaci během vyšetření.
S manželkou Kateřinou měl dcery Roni a Wandu.

## Kariéra
- Katedra patologické anatomie LF UK Bratislava, asistent 1963–1964
- Ústav patologické anatomie FN Bratislava, sekundární lékař 1964–1964
- Ústav patologické anatomie FN Bratislava, sekundární lékař 1965–1966
- Neurologická klinika FN Bratislava, sekundární lékař 1966–1967
- Katedra neurologie LF UK Bratislava, odborný asistent 1967–1985
- Katedra neurologie LF UK Bratislava, docent 1985 - 1991
- 1. neurologická klinika FN a LF UK Bratislava, profesor 1991- dodnes, přednosta 1991–2008
- Lékařská fakulta UK Bratislava, děkan 2000–2007

## Vzdělání
- Lékařská fakulta Univerzity Komenského, Bratislava, 1958–1964
- Atestace I. stupně z oboru neurologie, Bratislava, 1969
- Atestace II. stupně - obor neurologie, Bratislava, 1978
- Obhájení vědecké hodnosti kandidáta věd - CSc. (PhD. ), Bratislava, 1985
- jmenování profesorem v oboru neurologie, Bratislava, 1991

## Nejvýznamnější publikace
- Traubner P. Bartko D., Pancák J. aj.: Možnosti Dopplerovské ultrasonografie a Echoflowscan při zjišťování potenciálních kandidátů 1983
- Traubner P., Bartek D., Lešický O., Ložisková ischemie mozku. Spektrální analýza Dopplerova signálu 1985
- Traubner P., Heretik A., Bartek D. a další. Využití echoencefalografie v diagnostice organického poškození mozku při alkoholismu 1985
- Short-Term prognosis stroke due to occlusion of internal carotid artery na základě transcranial doppler ultrasonography 1992
- Blood-flow velocities in basilar artery během rotace hlavy 1993
- Compressions carotid and vertebral arteries v assesment of intracranial collateral flow - correlation between angiography an 1994
- Effect of collateral flow patterns on outcome of carotid occlusion 1995
- Double-blind comparison of pramipexole a bromocriptinní treatment with placebo in advanced Parkinson´s disease 1997
- Hedera P., Bujdakova J., Traubner P., Pancak J: Stroke risk factors and development of collateral flow in cartoid occlusive dise 1998
- Traubner Pavel: Intracerebrální hemoragie 1999
- Traubner Pavel, Varsik Pavol: Vertebrogenní onemocnění 2001

## Ocenění
- 2000 – Křišťálové křídlo v oblasti medicína a věda
- 2005 – Medaile SAV za podporu vědy [5]